# Tętnica żołądkowo-sieciowa prawa

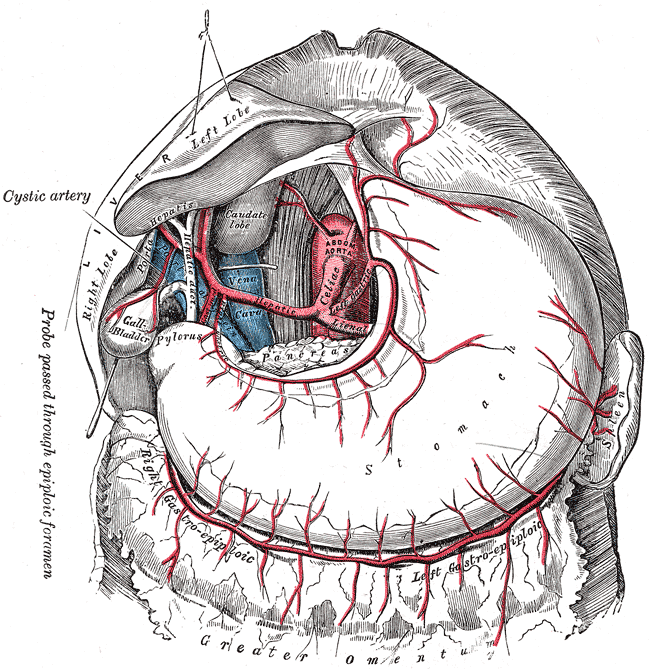
Tętnica żołądkowo-sieciowa prawa podpisana Right Gastro-epiploic

Tętnica żołądkowo-sieciowa prawa (łac. arteria gastroomentalis dextra, arteria gastroepiploica dextra) – w anatomii człowieka tętnica jamy brzusznej, będąca jednym z dwóch (obok tętnicy trzustkowo-dwunastniczej górnej przedniej) końcowych odgałęzień tętnicy żołądkowo-dwunastniczej. Powstaje na dolnym brzegu tylnego obwodu górnej części dwunastnicy, biegnie w stronę lewą między blaszkami sieci większej wzdłuż krzywizny większej żołądka i zespala się z tętnicą żołądkowo sieciową lewą (odchodzącą od tętnicy śledzionowej). Oddaje gałęzie unaczyniające żołądek (do ściany przedniej i tylnej) oraz gałązki do sieci większej. Zależnie od stanu wypełnienia żołądka, jest oddalona od krzywizny większej o 1–2 cm. Towarzyszy jej żyła żołądkowo-sieciowa prawa, uchodząca do żyły krezkowej górnej.